# یجون کی‌یوکومو
یجون کی‌یوکومو (به انگلیسی: Eijun Kiyokumo) بازیکن فوتبال اهل ژاپن و عضو تیم ملی فوتبال ژاپن است که در تاریخ ۲۸ سپتامبر ۱۹۷۴ میلادی اولین بازی ملی‌اش را انجام داد. او در ۴۲ بازی ملی حضور داشت و آخرین بازی ملی خود را در تاریخ ۲ آوریل ۱۹۸۰ میلادی انجام داد. یجون کی‌یوکومو در بازی‌های ملی‌اش
گلی به ثمر نرساند.